# Listă de evrei români
Aceasta este o listă de evrei români notabili, care sunt sau au fost evrei sau de origine evreiască.

## Oameni de știință
- Aaron Aaronsohn, botanist
- J. J. Benjamin, istoric
- Martin Bercovici, inginer energetician
- Randolph L. Braham, istoric și specialist în științe politice
- Nicolae Cajal, medic virusolog și lider al comunității evreilor
- Gedeon Dagan, inginer hidrolog
- Constantin Dobrogeanu-Gherea, sociolog și teoretician marxist
- Lazăr Edeleanu, chimist
- Solomon Sternberg , chimist
- David Emmanuel, matematician
- Zicman Feider, biolog, arahnolog[1]
- Herman Finer, specialist în științe politice[2]
- Peter Freund, fizician
- Moses Gaster, haham, lingvist (evreu, român), precursor al sionismului
- Lucien Goldmann, filozof, critic, sociolog
- Alexandru Graur, lingvist
- Sergiu Hart, matematician, economist
- Michael Harsgor, istoric
- Joseph M. Juran, inginer
- Ernest Klein, lingvist
- Charles H. Kremer, dentist și activist pentru investigarea crimelor de război[3]
- Hary Kuller (Haim Culer), etno-sociolog
- Liviu Librescu, fizician[4]
- Mario Livio, astrofizician
- George Lusztig, matematician
- Edward Luttwak, economist și istoric
- Norman Manea, scriitor și profesor
- Solomon Marcus, matematician
- Meinhard E. Mayer, fizician
- Serge Moscovici, psiholog social
- Victor Neumann, istoric și analist politic
- Andrei Oișteanu, istoric și antropolog
- Zigu Ornea, critic literar
- Julius Popper, explorator
- Lazăr Șăineanu (Eliezer Schein), lingvist și folclorist
- Isaac Jacob Schoenberg, matematician
- Itamar Singer (1946–2012), istoric israelian
- Heimann Hariton Tiktin, lingvist
- Vladimir Tismăneanu, istoric și analist politic
- David Wechsler, psiholog
- Avram Leib Zissu, lider politic, activist sionist, autor, jurnalist de opinie

## Artiști
- Avigdor Arikha, pictor
- Victor Brauner, pictor și fotograf
- Sorel Etrog, sculptor
- André François, pictor și artist grafic (tată evreu)
- Idel Ianchelevici, sculptor
- Marcel Iancu, arhitect și pictor
- Iosif Iser, pictor
- Isidore Isou, letterist
- Alex Leon, pictor
- Moissaye Marans, sculptor
- M. H. Maxy, pictor
- Constantin Daniel Rosenthal, pictor
- Reuven Rubin, pictor
- Herman Sachs, muralist
- Arthur Segal, pictor
- Saul Steinberg, caricaturist
- Hedda Sterne, pictoriță, sculptoriță și graficiană
- Nicolae Vermont, pictor și artist grafic
- Jean Weinberg, fotograf
- Medi Dinu, pictoriță
- Harry Eliad- regizor
- Leonie Waldman Eliad,actriță și cântăreață

## Oameni de afaceri
- Max Auschnitt, bancher și industriaș
- Mauriciu Blank, bancher
- Emil Calmanovici, om de afaceri și activist comunist

## Artiști de teatru și film
- Marcel Blossoms Blumen, jurnalist/regizor de film
- Israil Bercovici, dramaturg
- Lauren Bacall, actriță
- Lucian Bratu, regizor/producător de film
- Christian Calson, regizor/scenarist
- I. A. L. Diamond, scenarist
- Abraham Goldfaden, întemeietorul teatrului de limbă idiș
- Marin Karmitz, regizor, producător
- Elina Löwensohn, actriță
- Bela Lugosi, actor
- Sigmund Mogulesko
- Maia Morgenstern, actriță de teatru și film Arhivat în 13 iulie 2011, la Wayback Machine.
- Bernard Natan, producător de film
- Familia Ovitz, artiști de circ și muzicieni ambulanți
- Edward G. Robinson, actor
- Abba Schoengold [5]
- Dumitru Solomon, dramaturg
- Iacob Sternberg, regizor
- Gita Munte, actriță
- Leonie Waldman Eliad, actriță și cântăreață
- Seidy Gluck, actriță
- Sonia Gurman, actriță

## Ofițeri
- Aharon Zeevi-Farkaș, general

## Muzicieni
- Dana International, cântăreață și muziciană israeliană
- Joseph Schmidt, tenor celebru 1904-1942
- Shlomo Artzi, muzician care trăiește acum în Israel
- Alexander Uriah Boskovich, compozitor
- Dan Bittman, cântăreț de muzică Rock și pop rock[necesită citare]
- Alma Gluck, soprană
- Clara Haskil, pianistă
- Philip Herschkowitz, teoretician muzical și compozitor
- Gabriel Iranyi, compozitor
- Mîndru Katz, pianist
- Sammy Lerner, compozitor
- Yoel Levi, dirijor
- Sergiu Luca, violonist
- Radu Lupu, pianist
- Silvia Marcovici, violonistă
- Joseph Moskowitz, muzician klezmer
- Moishe Oysher, cantor și cântăreț
- Arnold Rosé, violonist
- Efim Schachmeister, violonist și șef de orchestră
- Irma Wolpe Rademacher, pianista
- Beverly Sills, cântăreață de operă
- Mendi Rodan, dirijor, compozitor și violonist
- Jean de la Craiova, cantaret de manele

## Oameni politici
- Martin Abern, activist troțkist
- Colette Avital, politiciană israeliană
- Olga Bancic, activistă comunistă
- Silviu Brucan, politician comunist și disident
- Miriam Eșkol, soția prim-ministrului israelian Levi Eșkol
- Ghiță Moscu, activist și politician comunist
- Simion Bughici, politician comunist
- Gheorghe Stoica, activist și politician comunist
- Iosif Chișinevschi, politician comunist
- Alexandru Dobrogeanu-Gherea, activist comunist
- Max Goldstein, activist comunist
- Leonte Răutu, politician comunist
- David Korner, activist troțkist
- Alex Kozinski, judecător
- Mihail Roller, politician comunist
- Serge Klarsfeld, activist antinazist
- Leon Lichtblau, activist comunist
- Samuel Leibowitz, avocat
- Vasile Luca, politician comunist
- Mișu Dulgheru, activist comunist, spion
- Gheorghe Gaston Marin, politician comunist
- Nati Meir, om politic
- Alexandru Nicolschi, politician comunist
- Ana Pauker, politiciană comunistă
- Avram Bunaciu, politician comunist
- Marcel Pauker, politician comunist
- Mircea Răceanu, diplomat și disident (tată evreu)
- Valter Roman, politician comunist
  - Petre Roman, politician (tată evreu)
- Leonte Tismăneanu, politician comunist
- Ghizela Vass, activistă comunistă
- Alexandru Sassu. politician
- Ilan Laufer, politician
- Ilie Moscovici, politican comunist

## Personalități religioase
- Chaim Zanvl Abramowitz, rabin
- Moses Gaster, rabin, filolog, lider al comunității, precursor al sionismului
- Mordechai Hager, rabin
- Ernest Klein, rabin
- Moses Rosen, rabin
- Shlomo Sorin Rosen, rabin
- Moise Josef Rubin, rabin
- Alexandru Șafran, rabin
- Meir Shapiro, rabin
- Rafael Shaffer, rabin
- Nicolae Steinhardt, călugăr creștin-ortodox (cu tată evreu)
- Chaim Tzvi Teitelbaum, rabin
- Joel Teitelbaum, rabin
- Moshe Teitelbaum, rabin
- Yekusiel Yehuda Teitelbaum (II), rabin
- David Twersky, rabin
- Richard Wurmbrand, pastor

## Sportivi

### Baseball

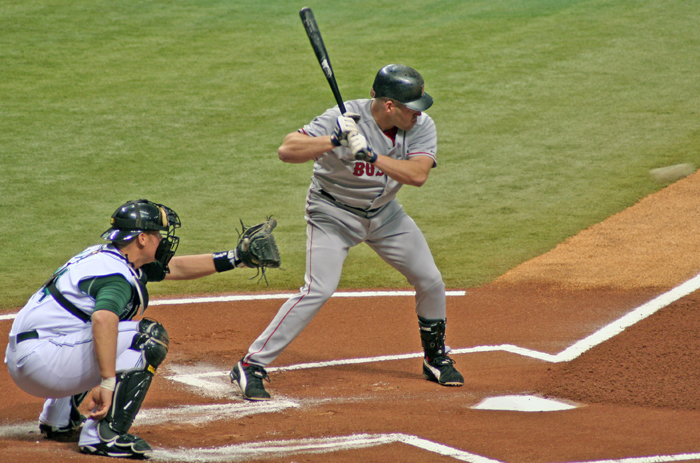
All Star Kevin Youkilis

- Kevin Youkilis

- Kevin Youkilis

- Hank Greenberg
- Bud Selig

### Baschet
- Ernie Grunfeld, american născut în România, NBA 6' 6" guard/forward & GM, campion olimpic[6]

### Box
- Moți Spakov, campion al României la categoria mijlocie și grea între anii 1926 - 1940.
- Victor Zilberman, boxer

### Canoe
- Leon Rotman, sprint canoer, dublu campion olimpic (C-1 10.000 de metri, C-1 1000 de metri) și medaliat olimpic cu bronz (C-1 1000 de metri), 14 titluri naționale

### Șah
- Avraam Baratz, jucător de șah
- Alexandru Tyroler, jucător de șah
- Bernardo Wexler, jucător de șah

### Scrimă
- Andre Spitzer, maestru de scrimă și antrenor

### Fotbal
- Itay Shechter, jucător de fotbal
- Avi Strool, jucător de fotbal
- Samuel Zauber, fost jucător de fotbal
- Rudolf Wetzer, fost jucător de fotbal

### Tenis de masă
- Angelica Rozeanu (Adelstein), România/Israel, campioană mondială de 17 ori, ITTFHoF
- Nicu Naumescu, de șase ori campionul României

### Tir de performanță
- Isabela Mirea, România, campioană națională, campioană Balcanică, campioană internațională, 1989-2000

## Scriitori
- Camil Baciu, născut Camillo Kaufman, scriitor și jurnalist
- Iuliu Barasch, medic și scriitor
- Ury Benador, prozator
- Max Blecher, romancier
- Srul Bronshtein, poet
- Mozeș Cahana, scriitor
- Nina Cassian, poetă
- Ion Călugăru, prozator, dramaturg și publicist
- Paul Celan, poet
- Andrei Codrescu, poet și eseist
- Vladimir Colin, nuvelist și romancier
- Benjamin Fondane, poet, dramaturg, critic literar
- Abraham Goldfaden, poet și dramaturg
- Alexandru Hâjdeu, scriitor, membru fondator al Academiei Române. Mama sa era evreică.[7][8][9][10]
- D. Iacobescu, poet
- Isidore Isou, poet
- Irving Layton, poet
- Stan Lee, născut Stanley Martin Lieber, scriitor, editor, editor și co-creator al mai multor creații ale universului Marvel Comics.
- Gherasim Luca, poet
- Isac Ludo, romancier
- Norman Manea, scriitor
- Cilibi Moise, povestitor și umorist
- Moldov, prozator interbelic
- Florin Mugur, poeto, prozator, esteist
- Gellu Naum, poet, dramaturg, romancier, scriitor pentru copii și traducător (mamă evreică, Maria Naum născută Rosa Gluck)
- Sașa Pană, poet și nuvelist
- Isac Peltz, prozator și jurnalist
- Barbu Rabii, traducător și critic literar
- Maurice Samuel, romancier
- I. (Izu) Schechter (Igor Șerbu), jurnalist și umorist[11]
- Dorel Schor, umorist
- Elias Schwarzfeld, istoric și romancier
- Mihail Sebastian, dramaturg
- Nicolae Steinhardt, scriitor (tată evreu)
- Alexandru Toma, poet
- Tristan Tzara, poet și eseist
- Tudor Vianu, critic literar
- Ilarie Voronca, poet și eseist
- Elie Wiesel, scriitor
- Haralamb Zincă (Hary Isac Zilberman), scriitor